# ژرژ فلوریکس
ژرژ فلوریکس (فرانسوی: Georges Fleurix‎؛ زادهٔ ۳۱ اوت ۱۸۹۲ - درگذشته نامشخص) بازیکن واترپلو اهل بلژیک بود.